# Adžmér
Adžmér (hindsky अजमेर, anglicky Ajmer) je město v indickém svazovém státě Rádžasthánu. Má přibližně půl miliónu obyvatel a je významné jako poutní místo muslimů, kteří sem putují k hrobce Moínuddína Čištího.

## Poloha
Adžmér leží nedaleko východního okraje Thárské pouště ve výšce přibližně 480 metrů nad mořem v kotlině na severovýchodním konci pohoří Arávalí ve střední části Rádžasthánu. Od Džajpuru, hlavního města Rádžasthánu, je vzdálen přibližně 130 kilometrů jihovýchodně. Přibližně patnáct kilometrů severozápadně od něj se nachází rovněž nábožensky významné město Puškar.

## Obyvatelstvo
V roce 2011 bylo ze zhruba půl miliónu obyvatel zhruba 83,5 % hinduistů, 11,5 muslimů, 2,5 % džinistů a 1 % křesťanů.